# Amapá (municipi)
Amapá és un municipi de Brasil, en l'est de l'estat d'Amapá. La seva població és de 7.465 habitants (2006) i la seva extensió és de 9.169 km², la qual cosa dona una densitat de població de 0,79 hab/km². Limita al nord i a l'est amb l'oceà Atlàntic, amb els municipis de Macapá i Cutias al sud, Tartarugalzinho i Pracuúba al sud-oest i Calçoene a l'oest i nord-oest.